# Buffalo Bisons (AHL)
I Buffalo Bisons sono stati una squadra di hockey su ghiaccio dell'American Hockey League con sede nella città di Buffalo, nello stato di New York. Nacquero nel 1940 sostituendo la squadra omonima che fino al 1936 giocava nella IHL. Nel corso degli anni furono affiliati a diverse franchigie della National Hockey League. Si sciolsero nel 1970 dopo aver conquistato cinque edizioni della Calder Cup.

## Storia
I Buffalo Bisons nacquero nel 1940 andando a sostituire un'altra formazione chiamata Buffalo Bisons costretta alla chiusura nel 1936 dopo il crollo del soffitto della loro arena a Fort Erie. I nuovi Bisons furono dunque la prima squadra a giocare le proprie partite casalinghe dentro i confini di Buffalo presso il Memorial Auditorium.
Nel corso della loro storia furono affiliati principalmente a tre squadre della National Hockey League: i Montreal Canadiens, i Chicago Black Hawks e i New York Rangers. Nei trent'anni di esistenza conquistarono per cinque volte la Calder Cup (1943, 1944, 1946, 1963 e 1970), mentre furono sconfitti altrettante volte (1948, 1951, 1955, 1959 e 1962).
Il particolare logo della squadra era un tappo a corona: esso fu scelto dopo l'acquisto della squadra nel 1956 da parte del rivenditore locale di Pepsi-Cola, il quale fece cambiare i colori sociali e il logo della squadra ispirandosi proprio alla bibita. Da quella stagione in poi i Bisons mantennero inalterato quel marchio.
La squadra si sciolse al termine della stagione 1969-70 in concomitanza con la creazione di una nuova franchigia di espansione della National Hockey League, i Buffalo Sabres, iscritti a partire dalla stagione 1970-71. Così come accadde ai Pittsburgh Hornets tre anni prima, anch'essi sciolti dopo la nascita di una squadra NHL, anche i Bisons conclusero la loro vita conquistando la Calder Cup. La nuova franchigia dei Sabres ebbe diritto a una nuova squadra affiliata in AHL, e fu così che nel 1971 che nacquero i Cincinnati Swords.

### Affiliazioni
Nel corso della loro storia i Buffalo Bisons sono stati affiliati alle seguenti franchigie della National Hockey League:
- Montreal Canadiens: (1945-1954)
- Chicago Blackhawks: (1954-1966)
- New York Rangers: (1967-1970)
- St. Louis Blues: (1969-1970)
- Toronto Maple Leafs: (1969-1970)

## Record stagione per stagione
| Stagione       | Division | Gare | V  | S  | P  | Punti | GF  | GS  | Piazzamento | Play-off                                                                                         |
| -------------- | -------- | ---- | -- | -- | -- | ----- | --- | --- | ----------- | ------------------------------------------------------------------------------------------------ |
| Buffalo Bisons |          |      |    |    |    |       |     |     |             |                                                                                                  |
| 1940-41        | West     | 56   | 19 | 27 | 10 | 48    | 148 | 176 | 4°          |                                                                                                  |
| 1941-42        | West     | 56   | 25 | 25 | 6  | 56    | 182 | 157 | 4°          |                                                                                                  |
| 1942-43        | AHL      | 56   | 28 | 21 | 7  | 63    | 189 | 143 | 2°          | vince semifinali (Hershey) 4-2 vince Calder Cup (Indianapolis) 3-0                               |
| 1943-44        | East     | 54   | 25 | 16 | 13 | 63    | 201 | 168 | 2°          | vince semifinali (Indianapolis) 4-1 vince Calder Cup (Cleveland) 4-0                             |
| 1944-45        | East     | 60   | 31 | 21 | 8  | 70    | 200 | 182 | 1°          | perde semifinali (Cleveland) 4-2                                                                 |
| 1945-46        | East     | 62   | 38 | 16 | 8  | 84    | 270 | 196 | 1°          | vince semifinali (Indianapolis) 4-1 vince Calder Cup (Cleveland) 4-3                             |
| 1946-47        | West     | 64   | 36 | 17 | 11 | 83    | 257 | 173 | 2°          | vince 1º turno (Springfield) 2-0 perde semifinali (Pittsburgh) 0-2                               |
| 1947-48        | West     | 68   | 41 | 23 | 4  | 86    | 277 | 238 | 3°          | vince 1º turno (Hershey) 2-1 vince semifinali (New Haven) 2-0 perde Calder Cup (Cleveland) 0-4   |
| 1948-49        | West     | 68   | 33 | 27 | 8  | 74    | 246 | 213 | 5°          |                                                                                                  |
| 1949-50        | East     | 70   | 32 | 29 | 9  | 73    | 226 | 208 | 1°          | perde 1º turno (Cleveland) 1-4                                                                   |
| 1950-51        | East     | 70   | 40 | 26 | 4  | 84    | 309 | 284 | 1°          | perde 1º turno (Cleveland) 0-4                                                                   |
| 1951-52        | East     | 68   | 28 | 36 | 4  | 60    | 230 | 298 | 3°          | perde 1º turno (Cincinnati) 0-3                                                                  |
| 1952-53        | AHL      | 64   | 22 | 39 | 3  | 47    | 160 | 236 | 7°          |                                                                                                  |
| 1953-54        | AHL      | 70   | 39 | 24 | 7  | 85    | 283 | 217 | 1°          | perde semifinali (Cleveland) 0-3                                                                 |
| 1954-55        | AHL      | 64   | 31 | 28 | 5  | 67    | 248 | 228 | 4°          | vince semifinali (Cleveland) 3-1 perde Calder Cup (Pittsburgh) 2-4                               |
| 1955-56        | AHL      | 64   | 29 | 30 | 5  | 63    | 239 | 250 | 3°          | perde semifinali (Providence) 2-3                                                                |
| 1956-57        | AHL      | 64   | 25 | 37 | 2  | 52    | 209 | 270 | 5°          |                                                                                                  |
| 1957-58        | AHL      | 70   | 25 | 42 | 3  | 53    | 224 | 301 | 6°          |                                                                                                  |
| 1958-59        | AHL      | 70   | 38 | 28 | 4  | 80    | 233 | 201 | 1°          | vince semifinali (Rochester) 4-1 perde Calder Cup (Hershey) 2-4                                  |
| 1959-60        | AHL      | 72   | 33 | 35 | 4  | 70    | 251 | 271 | 5°          |                                                                                                  |
| 1960-61        | AHL      | 72   | 35 | 34 | 3  | 73    | 259 | 261 | 4°          | perde semifinali (Hershey) 0-4                                                                   |
| 1961-62        | West     | 70   | 36 | 31 | 3  | 75    | 247 | 219 | 2°          | vince 1º turno (Rochester) 2-0 vince semifinali (Hershey) 3-1 perde Calder Cup (Springfield) 1-4 |
| 1962-63        | West     | 72   | 41 | 24 | 7  | 89    | 237 | 199 | 1°          | vince 1º turno (Providence) 4-2 vince Calder Cup (Hershey) 4-3                                   |
| 1963-64        | West     | 72   | 25 | 40 | 7  | 57    | 194 | 260 | 4°          |                                                                                                  |
| 1964-65        | West     | 72   | 40 | 26 | 6  | 86    | 261 | 218 | 2°          | vince 1º turno (Pittsburgh) 3-1 perde semifinali (Hershey) 2-3                                   |
| 1955-66        | West     | 72   | 29 | 40 | 3  | 61    | 215 | 243 | 4°          |                                                                                                  |
| 1966-67        | West     | 72   | 14 | 51 | 7  | 35    | 207 | 386 | 4°          |                                                                                                  |
| 1967-68        | West     | 72   | 32 | 28 | 12 | 76    | 239 | 224 | 3°          | perde 1º turno (Quebec) 2-3                                                                      |
| 1968-69        | West     | 74   | 41 | 18 | 15 | 97    | 282 | 192 | 1°          | perde 1º turno (Hershey) 2-4                                                                     |
| 1969-70        | West     | 72   | 40 | 17 | 15 | 95    | 280 | 193 | 1°          | vince 1º turno (Quebec) 4-2 vince semifinali (Montreal) vince Calder Cup (Springfield) 4-0       |

## Record della franchigia

### Singola stagione
Gol: 55  Guy Trottier (1969-70)
Assist: 84  Art Stratton (1964-65)
Punti: 113  Ab DeMarco (1950-51)
Minuti di penalità: 212  Harry Dick (1950-51)

### Carriera
Gol: 276  Larry Wilson
Assist: 429  Larry Wilson
Punti: 696  Larry Wilson
Minuti di penalità: 911  Ed Van Impe
Partite giocate: 784  Larry Wilson

## Palmarès

### Premi di squadra
- Calder Cup: 5

1942-1943, 1943-1944, 1945-1946, 1962-1963, 1969-1970
- F. G. "Teddy" Oke Trophy: 3

1942-1943, 1953-1954, 1958-1959
- John D. Chick Trophy: 3

1962-1963, 1968-1969, 1969-1970

### Premi individuali
- Dudley "Red" Garrett Memorial Award: 5

Paul Meger: 1949-1950
Don Marshall: 1953-1954
Chico Maki: 1960-1961
Doug Robinson: 1962-1963
Ray Cullen: 1964-1965
- Eddie Shore Award: 1

Bob Blackburn: 1968-1969
- Harry "Hap" Holmes Memorial Award: 4

Connie Dion: 1949-1950
Denis DeJordy: 1962-1963
Gilles Villemure: 1968-1969, 1969-1970
- John B. Sollenberger Trophy: 2

Ab DeMarco: 1950-1951
Art Stratton: 1964-1965
- Les Cunningham Award: 6

Ab DeMarco: 1950-1951
Phil Maloney: 1960-1961
Denis DeJordy: 1962-1963
Art Stratton: 1964-1965
Gilles Villemure: 1968-1969, 1969-1970
- Louis A. R. Pieri Memorial Award: 1

Fred Shero: 1969-1970